# Conostigmus subinermis
Conostigmus subinermis är en stekelart som först beskrevs av Jean-Jacques Kieffer 1907.  Conostigmus subinermis ingår i släktet Conostigmus och familjen trefåresteklar. Inga underarter finns listade i Catalogue of Life.